# Michael Aigner
Michael Aigner (* 20. Mai 1805 in Wien; † 4. April 1861 ebenda) war ein österreichischer Kupferstecher.

## Leben
Michael Aigner wurde am 20. Mai 1805 in Wien geboren. Er erhielt ein Stipendium der kaiserlich-königlichen Kupferstecherschule, wo er sich besonders mit dem historischen Porträtieren beschäftigte. 1827 absolvierte er die Schule. Von da an konzentrierte er sich auf das Zeichnen mechanischer, geometrischer sowie physikalischer Objekte. Dadurch machte er sich einen Namen, sodass er beauftragt wurde, in mehreren Büchern mathematischer Tafeln anhand von Kupferstechens zu erschaffen, die sehr genau sein mussten.

## Werke
- Tafeln in Technologische Encyklopädie von Prechtl
- Tafeln in Gerstner’s Mechanik
- Tafeln in Burg’s Mechanik
- Tafeln in Wehrle’s Probier- und Hüttenkunde
- Tafeln in Baumgartner’s Naturlehre
- Tafeln in Hanstadt’s Markscheidekunst
- Tafeln in Verhandlungen des n. ö. Gewerbsvereines
- Tafeln in erloschene Privilegien

## Anmerkung
1. ↑  Historisches Lexikon Wien, Band 1, 1992, S. 29

| Personendaten    | Personendaten                  |
| ---------------- | ------------------------------ |
| NAME             | Aigner, Michael                |
| KURZBESCHREIBUNG | österreichischer Kupferstecher |
| GEBURTSDATUM     | 20. Mai 1805                   |
| GEBURTSORT       | Wien                           |
| STERBEDATUM      | 4. April 1861                  |
| STERBEORT        | Wien                           |